# Massimo Iacopini
Massimo Iacopini  (nacido el 10 de mayo de 1964 en Empoli, Italia)  es un exjugador italiano de baloncesto. Su posición en la cancha era la de escolta.

## Equipos
- 1981-1985 Fortitudo Bologna
- 1985-1995 Pallacanestro Treviso
- 1995-1996 Mens Sana Siena
- 1996-1997  Petrarca Padova

## Palmarés
- Recopa: 1

Pallacanestro Treviso: 1995
- LEGA: 1

Pallacanestro Treviso: 1991-92
- Copa de Italia: 3

Pallacanestro Treviso: 1993, 1994, 1995.